# Kreuzberg, Koče - Muta
Kreuzberg je naselje občine Koče - Muta v okraju Šmohor na Koroškem v Avstriji.